# ديفيد دانيال ماريوت
ديفيد دانيال ماريوت هو سياسي أمريكي، ولد في 2 نوفمبر 1939 في Bingham Canyon, Utah ‏ في الولايات المتحدة. نشط حزبياً في الحزب الجمهوري. وقد انتخب عضو مجلس النواب الأمريكي ‏.